# Aoteapsyche colonica
Aoteapsyche colonica är en nattsländeart som först beskrevs av Mclachlan 1871.  Aoteapsyche colonica ingår i släktet Aoteapsyche och familjen ryssjenattsländor. Inga underarter finns listade i Catalogue of Life.